# Place de la Planta
La Place de la Planta est une place publique à Sion, dans le canton du Valais, en Suisse. Inaugurée en 1989, elle se situe au centre de la ville, à proximité du Lycée-Collège de Planta.

## Histoire
Au milieu du XXe siècle, la place de la Planta accueille la foire aux bestiaux, et vers la fin des années soixante, les lieux sont réaménagés afin de construire un parking sous-terrain. 
Depuis les années 1980 jusqu’à aujourd’hui, diverses manifestations ont lieu, telles que des rassemblements sportifs, politiques (notamment des grèves du climat, et des mobilisations féministes,). 